# Кольцов, Виталий Валерьевич
Виталий Валерьевич Кольцов (укр. Віталій Валерійович Кольцов; род. 20 марта 1994, Моевка, Винницкая область) — украинский футболист, полузащитник клуба «Буковина».

## Игровая карьера
Начинал заниматься футболом в Виннице, первый тренер — Валерий Кольцов. В 16-летнем возрасте перешёл в академию донецкого «Шахтёра». В 2011—2013 годах выступал за молодёжный состав горняков в первенстве дублёров (37 матчей, 1 гол), а затем ещё два сезона играл за «Шахтёр-3» во второй лиге (54 матча, 2 гола).
В 2015 году был отдан в аренду в «Ильичёвец» (позднее — ФК «Мариуполь») и во время выступлений клуба в первой лиге был игроком стартового состава. В сезоне 2016/17 стал победителем первой лиги, сыграв 30 матчей за сезон. После выхода клуба в высший дивизион подписал полноценный контракт на два года. 16 июля 2017 года сыграл свой дебютный матч в высшей лиге, против «Вереса». 30 сентября 2018 года в игре против донецкого «Олимпика» стал автором своего первого гола на высшем уровне, реализовав пенальти. Однако уже в начале 2018 года команда расторгла с ним контракт.
Весной 2019 года перешёл в «Александрию», но сыграл только 2 матча в высшей лиге. В сезоне 2018/19 играл за донецкий «Олимпик», где в первой половине сезона был игроком стартового состава, а затем потерял место в основе.
Летом 2019 года перешёл в клуб первой лиги «Металлист 1925», провёл в его составе два сезона. Всего за «Металлист 1925» сыграл 56 матчей (4 гола) в Первой лиге и 1 – в Кубке Украины. Летом 2021 года перешёл в клуб российской ФНЛ «СКА-Хабаровск», в составе которого выступал до завершения года, проведя 25 официальных матчей во всех турнирах.
Сезон 2022/23 провел в родной винницкой «Ниве», выступавшая во второлиговом первенстве. Перед стартом следующего сезона подписал контракт с клубом «Ингулец», в составе которого завоевав золотые награды первой лиги Украины и право выступления в Украинской Премьер-лиге. Однако в летнее межсезонье покинул клуб.
В июле 2024 года подписал контракт с перволиговым футбольным клубом «Буковина».

### В сборной
В 2011—2012 году вызывался в юношеские сборные Украины U-17 и U-18, в составе которых провел 6 поединков.

## Достижения
- Победитель Первой лиги Украины (2): 2016/17, 2023/24
- Бронзовый призёр Первой лиги Украины: 2020/21